# Râul Ponor, Miniș
Râul Ponor este un curs de apă, afluent al râului Miniș. Se varsă în râul Miniș printr-un sistem de peșteri și cavități subterane.

## Hărți
- Munții Anina [nefuncțională – arhivă]
- Harta Județului Caraș-Severin